# François Manceau
Pour les articles homonymes, voir Manceau.
L'abbé François Manceau, né le 3 floréal an XIII (23 avril 1805) à Loches et mort le 8 janvier 1855 à Tours est un prêtre et érudit français.
Chanoine de la cathédrale Saint-Gatien de Tours, il est en 1840 l'un des membres fondateurs de la Société archéologique de Touraine, dont il devient le secrétaire adjoint.

## Biographie
François Georges Marie Manceau naît le 3 floréal an XIII (23 avril 1805) à Loches. Après des études au séminaire de Tours, il est ordonné prêtre en 1828 et devient rapidement chanoine le la cathédrale Saint-Gatien de Tours. Bien qu'il n'ait jamais été en charge d'une paroisse, il est surnommé par tous « l'abbé Manceau ».
Rendu populaire par sa très grande implication dans l'appui aux plus démunis, il se consacre aussi aux études historiques, de la cathédrale notamment, et c'est ainsi qu'il est l'un des membres fondateurs de la Société archéologique de Touraine (SAT) et son secrétaire adjoint depuis la fondation de la société jusqu'à sa mort, survenue le 8 janvier 1855 à Tours, à l'âge de 49 ans. Il est dans un premier temps inhumé dans le cimetière Saint-Jean-Descous (ou cimetière de l'est) mais, dix-huit mois plus tard, le cimetière est inondé par une crue majeure de la Loire et la décision est prise de le fermer, de relever l'ensemble des tombes et de les transférer dans un ossuaire au nouveau cimetière de La Salle. Son crédit auprès des plus pauvres lui permet, en juin 1848, de négocier avec les ouvriers du Ripault en grève et qui marchent sur Tours.
François Manceau a consacré plusieurs études historiques à la cathédrale de Tours et d'autres monuments religieux tourangeaux, publiées dans les bulletins de la SAT,.

## Distinctions et hommages
François Manceau est fait chevalier dans l'ordre de la Légion d'honneur le 20 avril 1853.
La « rue Creuse » où il demeurait au no 2, dans le quartier canonial de Tours derrière la cathédrale, est rebaptisée « rue Manceau » en son honneur le jour-même de sa mort,.

## Pour en savoir plus